# Шукачі затонулого міста
Шукачі затонулого міста — радянський художній фільм 1971 року, знятий на кіностудії «Грузія-фільм».

## Сюжет
Зацікавившись колекцією старожитностей місцевого старожила, хлопці з піонерського табору з часом дізнаються від старого про затонуле стародавнє місто. Юні водолази організовують експедицію і проводять захоплююче дослідження морської затоки…

## У ролях
- Дудухана Церодзе — Дареджан (дублювала Ніна Нікітіна)
- Лалі Андронікашвілі — Гуліко (дублювала Юліана Бугаєва)
- Михайло Вашадзе — епізод (дублював Олексій Алексєєв)
- Віктор Нінідзе — Віктор (дублював Костянтин Тиртов)
- Імеда Кахіані — Іраклій (дублював Фелікс Яворський)
- Каха Таварткіладзе — Каха (дублювала Надія Рум'янцева)
- Дато Купарадзе — Дато (дублювала Галина Комарова)
- Паата Каландадзе — Паата (дублювала Тетяна Решетникова)
- Георгій Матарадзе — Нодар
- Лалі Бадурашвілі — Лалі (дублювала Інна Виходцева)
- Отар Коберідзе — Едішер (дублював Артем Карапетян)
- Отар Мегвінетухуцесі — епізод (дублював Олександр Бєлявський)
- Тамар Адаміа — епізод
- Віра Давидова — епізод
- Гоча Дзідзішвілі — Гоча
- Леван Кітіа — епізод
- Нана Купарадзе — епізод
- Магда Мчедлідзе — епізод
- Реваз Табукашвілі — епізод
- Реваз Цицкішвілі — епізод

## Знімальна група
- Режисер — Деві Абашидзе
- Сценарист — Мераб Саралідзе
- Оператор — Ніколос Сухішвілі
- Композитор — Реваз Лагідзе
- Художник — Шота Гоголашвілі